# Vriesea vulpinoidea
Vriesea vulpinoidea är en gräsväxtart som beskrevs av Lyman Bradford Smith. Vriesea vulpinoidea ingår i släktet Vriesea och familjen Bromeliaceae. Inga underarter finns listade i Catalogue of Life.